# Hypnum cyperoides
Hypnum cyperoides là một loài Rêu trong họ Hypnaceae. Loài này được Hook. ex Harv. mô tả khoa học đầu tiên năm 1836.